# Tornei di tennis maschili nel 1967
Il 1967 fu l'ultimo anno prima della nascita della cosiddetta "Era Open" del tennis, ossia l'apertura ai tennisti professionisti dei tornei che prima di quell'anno erano riservati ai tennisti dilettanti. In quell'anno i tornei si distinguevano in pro e amatoriali:ai primi potevano partecipare solo i giocatori professionisti, mentre ai secondi potevano partecipare solo i tennisti dilettanti.

## Calendario

### Legenda
| Tornei amatoriali       |
| Tornei professionistici |

### Gennaio
| Settimana  | Torneo                                                                                   | Vincitore                                    | Finalista                    | Semifinalisti           | Eliminati ai quarti                                             |
| ---------- | ---------------------------------------------------------------------------------------- | -------------------------------------------- | ---------------------------- | ----------------------- | --------------------------------------------------------------- |
| 2 gennaio  | Sydney Manly Seaside Championships 1967 Sydney, Australia Singolare - Doppio             | Fred Stolle 6-3 10-8                         | John Newcombe                |                         |                                                                 |
| 2 gennaio  | Sydney Manly Seaside Championships 1967 Sydney, Australia Singolare - Doppio             |                                              |                              |                         |                                                                 |
| 2 gennaio  | Metropolitan Clay Court Indoor 1967 Waldwick, USA Singolare - Doppio                     | Eugene Scott 6-3 6-3 6-3                     | Frank Froehling              |                         |                                                                 |
| 2 gennaio  | Metropolitan Clay Court Indoor 1967 Waldwick, USA Singolare - Doppio                     |                                              |                              |                         |                                                                 |
| 2 gennaio  | Eastern Province Championships 1967 Port Elizabeth, Sudafrica Singolare - Doppio         | Martin Mulligan 6-4 6-4 6-4                  | Bob Hewitt                   |                         |                                                                 |
| 2 gennaio  | Eastern Province Championships 1967 Port Elizabeth, Sudafrica Singolare - Doppio         |                                              |                              |                         |                                                                 |
| 2 gennaio  | Western Australian Championships 1967 Perth, Australia Singolare - Doppio                | Tony Roche 6-3 1-6 9-7 9-7                   | Bill Bowrey                  |                         |                                                                 |
| 2 gennaio  | Western Australian Championships 1967 Perth, Australia Singolare - Doppio                |                                              |                              |                         |                                                                 |
| 9 gennaio  | Western Province Championships 1967 Città del Capo, Sudafrica Singolare - Doppio         | Niki Pilic 7-5 6-2 6-3                       | Martin Mulligan              |                         |                                                                 |
| 9 gennaio  | Western Province Championships 1967 Città del Capo, Sudafrica Singolare - Doppio         |                                              |                              |                         |                                                                 |
| 9 gennaio  | Tasmanian Championships 1967 Hobart, Australia Singolare - Doppio                        | Tony Roche 9-7 1-6 6-2 8-6                   | Arthur Ashe                  |                         |                                                                 |
| 9 gennaio  | Tasmanian Championships 1967 Hobart, Australia Singolare - Doppio                        |                                              |                              |                         |                                                                 |
| 9 gennaio  | New Zealand Championships 1967 Wellington, Nuova Zelanda Singolare - Doppio              | Mark Cox 7-5 6-0 6-1                         | Brian Fairlie                |                         |                                                                 |
| 9 gennaio  | New Zealand Championships 1967 Wellington, Nuova Zelanda Singolare - Doppio              |                                              |                              |                         |                                                                 |
| 16 gennaio | OFS Championships 1967 Bloemfontein, Sudafrica Singolare - Doppio                        | Martin Mulligan 6-2 3-6 7-5                  | Bob Hewitt                   |                         |                                                                 |
| 16 gennaio | OFS Championships 1967 Bloemfontein, Sudafrica Singolare - Doppio                        |                                              |                              |                         |                                                                 |
| 16 gennaio | Asian Championships 1967 Madras, India Singolare - Doppio                                | Aleksandre Met'reveli 6-3 8-6 6-4            | Ismail El Shafei             |                         |                                                                 |
| 16 gennaio | Asian Championships 1967 Madras, India Singolare - Doppio                                |                                              |                              |                         |                                                                 |
| 23 gennaio | German Covered Court Championships 1967 Colonia, Germania Singolare - Doppio             | Roger Taylor 11-9 6-1                        | Pierre Darmon                |                         |                                                                 |
| 23 gennaio | German Covered Court Championships 1967 Colonia, Germania Singolare - Doppio             |                                              |                              |                         |                                                                 |
| 23 gennaio | Austin Smith Championships 1967 Fort Lauderdale, USA Singolare - Doppio                  | Frank Froehling 6-3 4-6 6-3                  | Jaime Fillol                 |                         |                                                                 |
| 23 gennaio | Austin Smith Championships 1967 Fort Lauderdale, USA Singolare - Doppio                  |                                              |                              |                         |                                                                 |
| 23 gennaio | Australian Championships 1967 Adelaide, Australia Erba Singolare - Doppio - Doppio misto | Roy Emerson 6-4 6-1 6-4                      | Arthur Ashe                  |                         |                                                                 |
| 23 gennaio | Australian Championships 1967 Adelaide, Australia Erba Singolare - Doppio - Doppio misto | John Newcombe Tony Roche 3-6 6-3 7-5 6-8 8-6 | William Bowrey Owen Davidson |                         |                                                                 |
| 31 gennaio | Auckland International Wills 1967 Auckland, Nuova Zelanda Singolare - Doppio             | Roy Emerson 6-4 6-2 7-5                      | Owen Davidson                | Richard Hawkes Mark Cox | Graham Stilwell Birger Folke Claude De Gronckel Richard Russell |
| 31 gennaio | Auckland International Wills 1967 Auckland, Nuova Zelanda Singolare - Doppio             |                                              |                              | Richard Hawkes Mark Cox | Graham Stilwell Birger Folke Claude De Gronckel Richard Russell |
| 31 gennaio | Richmond Indoor 1967 Richmond, USA Singolare - Doppio                                    | Charlie Pasarell 6-3 8-6                     | Arthur Ashe                  |                         |                                                                 |
| 31 gennaio | Richmond Indoor 1967 Richmond, USA Singolare - Doppio                                    |                                              |                              |                         |                                                                 |
| 31 gennaio | Scandinavian Covered Court Championships 1967 Stoccolma, Svezia Singolare - Doppio       | Jan-Erik Lundqvist 6-2 7-5 6-4               | Aleksandre Met'reveli        |                         |                                                                 |
| 31 gennaio | Scandinavian Covered Court Championships 1967 Stoccolma, Svezia Singolare - Doppio       |                                              |                              |                         |                                                                 |

### Febbraio
| Settimana   | Torneo | Vincitore                                   | Finalista              | Semifinalisti               | Eliminati ai quarti                                   |
| ----------- | --- | ------------------------------------------- | ---------------------- | --------------------------- | ----------------------------------------------------- |
| 6 febbraio  | Buffalo Indoor 1967 Buffalo, USA Singolare - Doppio                                                                           | Clark Graebner 3-6 15-13 6-0                | Marty Riessen          |                             |                                                       |
| 6 febbraio  | Buffalo Indoor 1967 Buffalo, USA Singolare - Doppio                                                                           |                                             |                        |                             |                                                       |
| 6 febbraio  | Philadelphia Indoor 1967 Filadelfia, USA Singolare - Doppio                                                                   | Arthur Ashe 7-5 9-7 6-3                     | Charlie Pasarell       |                             |                                                       |
| 6 febbraio  | Philadelphia Indoor 1967 Filadelfia, USA Singolare - Doppio                                                                   |                                             |                        |                             |                                                       |
| 13 febbraio | Miami Invitational 1967 Miami, USA Singolare - Doppio                                                                         | Nikolaos Kalogeropoulos 6-1 9-7             | Frank Tutvin           |                             |                                                       |
| 13 febbraio | Miami Invitational 1967 Miami, USA Singolare - Doppio                                                                         |                                             |                        |                             |                                                       |
| 13 febbraio | New South Wales Hard Court Championships 1967 Gunnedah, Australia Singolare - Doppio                                          | Tony Roche 6-2 6-0                          | Bill Bowrey            |                             |                                                       |
| 13 febbraio | New South Wales Hard Court Championships 1967 Gunnedah, Australia Singolare - Doppio                                          |                                             |                        |                             |                                                       |
| 13 febbraio | US Indoors 1967 Salisbury, USA Singolare - Doppio                                                                             | Charlie Pasarell 13-11 6-2 2-6 9-7          | Arthur Ashe            |                             |                                                       |
| 13 febbraio | US Indoors 1967 Salisbury, USA Singolare - Doppio                                                                             |                                             |                        |                             |                                                       |
| 20 febbraio | Tucson Invitational 1967 Richmond, USA Singolare - Doppio                                                                     | Marty Riessen 8-6 6-2                       | Stan Smith             |                             |                                                       |
| 20 febbraio | Tucson Invitational 1967 Richmond, USA Singolare - Doppio                                                                     |                                             |                        |                             |                                                       |
| 20 febbraio | Concord Indoor Invitation 1967 Kiamesha Lake, USA Singolare - Doppio                                                          | Arthur Ashe 6-3 2-6 6-2                     | Thomaz Koch            |                             |                                                       |
| 20 febbraio | Concord Indoor Invitation 1967 Kiamesha Lake, USA Singolare - Doppio                                                          |                                             |                        |                             |                                                       |
| 20 febbraio | Southern Pro Championships 1967 Sewanee, USA Singolare - Doppio                                                               | Earl Baumgardner 1-6 6-4 6-3                | Delmar Sylvia          |                             |                                                       |
| 20 febbraio | Southern Pro Championships 1967 Sewanee, USA Singolare - Doppio                                                               | Earl Baumgardner Delmar Sylvia 8-10 6-3 6-4 | Wade Herren Jim Nerren |                             |                                                       |
| 20 febbraio | Western Indoor 1967 Cleveland, USA Singolare - Doppio                                                                         | Arthur Ashe 3-6 6-3 6-3                     | Clark Graebner         |                             |                                                       |
| 20 febbraio | Western Indoor 1967 Cleveland, USA Singolare - Doppio                                                                         |                                             |                        |                             |                                                       |
| 20 febbraio | French Covered Court Championships 1967 Parigi, Francia Singolare - Doppio                                                    | Tom Okker 6-2 3-6 6-3 6-4                   | Jan Kodeš              |                             |                                                       |
| 20 febbraio | French Covered Court Championships 1967 Parigi, Francia Singolare - Doppio                                                    |                                             |                        |                             |                                                       |
| 27 febbraio | US Pro indoor Championships 1967 (New York Pro Championships) New York, USA 15 000 $ - Parquet indoor - 8S Singolare - Doppio | Rod Laver 7-5 14-16 7-5 6-2                 | Pancho Gonzales        | Earl Buchholz Andrés Gimeno | Fred Stolle Dennis Ralston Mike Davies Pierre Barthes |
| 27 febbraio | US Pro indoor Championships 1967 (New York Pro Championships) New York, USA 15 000 $ - Parquet indoor - 8S Singolare - Doppio | Pancho Gonzales Dennis Ralston 7-5 3-6 6-3  | Rod Laver Fred Stolle  | Earl Buchholz Andrés Gimeno | Fred Stolle Dennis Ralston Mike Davies Pierre Barthes |
| 27 febbraio | Torneo di Beaulieu 1967 Cannes, Francia Singolare - Doppio                                                                    | Gerald Battrick 6-1 6-2                     | Peter William Curtis   |                             |                                                       |
| 27 febbraio | Torneo di Beaulieu 1967 Cannes, Francia Singolare - Doppio                                                                    |                                             |                        |                             |                                                       |
| 27 febbraio | St. Andrews Invitation 1967 Kingston, Giamaica Singolare - Doppio                                                             | Tony Roche 6-4 6-4                          | Niki Pilic             |                             |                                                       |
| 27 febbraio | St. Andrews Invitation 1967 Kingston, Giamaica Singolare - Doppio                                                             |                                             |                        |                             |                                                       |
| 27 febbraio | Moscow International Indoor Championships 1967 Mosca, Unione Sovietica Singolare - Doppio                                     | Pierre Darmon 4-6 17-15 6-2 2-6 9-7         | Aleksandre Met'reveli  |                             |                                                       |
| 27 febbraio | Moscow International Indoor Championships 1967 Mosca, Unione Sovietica Singolare - Doppio                                     |                                             |                        |                             |                                                       |
| 27 febbraio | Campionato Partenopeo 1967 Napoli, Italia Singolare - Doppio                                                                  | Martin Mulligan 6-2 6-0                     | Nicola Pietrangeli     |                             |                                                       |
| 27 febbraio | Campionato Partenopeo 1967 Napoli, Italia Singolare - Doppio                                                                  |                                             |                        |                             |                                                       |
| 27 febbraio | Vanderbilt Athletic Round Robin Championships 1967 New York, USA Singolare - Doppio                                           | John Newcombe 3-6 6-3 3-1 ritiro            | Arthur Ashe            |                             |                                                       |
| 27 febbraio | Vanderbilt Athletic Round Robin Championships 1967 New York, USA Singolare - Doppio                                           |                                             |                        |                             |                                                       |
| 27 febbraio | All India Hard Court Championships 1967 Bombay, India Singolare - Doppio                                                      | Jaidip Mukerjea 5-7 4-6 6-2 6-3 6-3         | Bob Carmichael         |                             |                                                       |
| 27 febbraio | All India Hard Court Championships 1967 Bombay, India Singolare - Doppio                                                      |                                             |                        |                             |                                                       |
| 27 febbraio | Dixie Championships 1967 Tampa, USA Singolare - Doppio                                                                        | István Gulyás 3-6 6-1 2-6 7-5 2-0 ritiro    | Cliff Drysdale         |                             |                                                       |
| 27 febbraio | Dixie Championships 1967 Tampa, USA Singolare - Doppio                                                                        |                                             |                        |                             |                                                       |

### Marzo
| Settimana | Torneo                                                                                               | Vincitore                                | Finalista                      | Semifinalisti                | Eliminati ai quarti                                      |
| --------- | --- | ---------------------------------------- | ------------------------------ | ---------------------------- | -------------------------------------------------------- |
| 6 marzo   | San Juan Pro Championships 1967 San Juan, Porto Rico $15000 - Cemento - 8S Singolare - Doppio        | Rod Laver 6-4 3-6 6-1                    | Andrés Gimeno                  | Earl Buchholz Luis Ayala     | Dennis Ralston Pierre Barthes Mike Davies Fred Stolle    |
| 6 marzo   | San Juan Pro Championships 1967 San Juan, Porto Rico $15000 - Cemento - 8S Singolare - Doppio        | Rod Laver Fred Stolle 6-3 6-4            | Earl Buchholz Mike Davies      | Earl Buchholz Luis Ayala     | Dennis Ralston Pierre Barthes Mike Davies Fred Stolle    |
| 6 marzo   | Colombia International 1967 Barranquila, Colombia Singolare - Doppio                                 | John Newcombe 6-3 7-5 6-1                | Mark Cox                       |                              |                                                          |
| 6 marzo   | Colombia International 1967 Barranquila, Colombia Singolare - Doppio                                 |                                          |                                |                              |                                                          |
| 6 marzo   | Egyptian International Cairo Championships 1967 Il Cairo, Egitto Singolare - Doppio                  | Jan-Erik Lundquist 6-4 6-4 6-2           | Ismail El Shafei               |                              |                                                          |
| 6 marzo   | Egyptian International Cairo Championships 1967 Il Cairo, Egitto Singolare - Doppio                  |                                          |                                |                              |                                                          |
| 6 marzo   | Parioli Tennis Tournament 1967 Roma, Italia Singolare - Doppio                                       | Nicola Pietrangeli 0-6 7-5 6-4 11-13 6-4 | Martin Mulligan                |                              |                                                          |
| 6 marzo   | Parioli Tennis Tournament 1967 Roma, Italia Singolare - Doppio                                       |                                          |                                |                              |                                                          |
| 13 marzo  | Orlando Pro Championships 1967 Orlando, USA $ 15000 - Terra rossa - 8S Singolare - Doppio            | Rod Laver 6-4 2-6 6-0                    | Pancho Gonzales                | Dennis Ralston Andrés Gimeno | Mike Davies Earl Buchholz Fred Stolle Pierre Barthes     |
| 13 marzo  | Orlando Pro Championships 1967 Orlando, USA $ 15000 - Terra rossa - 8S Singolare - Doppio            | Fred Stolle Rod Laver 4-6 7-5 6-1        | Pierre Barthes Andrés Gimeno   | Dennis Ralston Andrés Gimeno | Mike Davies Earl Buchholz Fred Stolle Pierre Barthes     |
| 13 marzo  | Egyptian International Alexandria Championships 1967 Alessandria d'Egitto, Egitto Singolare - Doppio | Jaime Pinto-Bravo 9-7 2-6 6-8 6-3 7-5    | Ilie Năstase                   |                              |                                                          |
| 13 marzo  | Egyptian International Alexandria Championships 1967 Alessandria d'Egitto, Egitto Singolare - Doppio |                                          |                                |                              |                                                          |
| 13 marzo  | Torneo di Capri 1967 Capri, Italia Singolare - Doppio                                                | Martin Mulligan 7-5 6-3 6-3              | Wieslaw Gasiorek               |                              |                                                          |
| 13 marzo  | Torneo di Capri 1967 Capri, Italia Singolare - Doppio                                                |                                          |                                |                              |                                                          |
| 13 marzo  | Caracas Altamira International 1967 Caracas, Venezuela Singolare - Doppio                            | Niki Pilic 4-6 7-5 6-0 4-6 6-1           | Rafael Osuna                   |                              |                                                          |
| 13 marzo  | Caracas Altamira International 1967 Caracas, Venezuela Singolare - Doppio                            |                                          |                                |                              |                                                          |
| 13 marzo  | Thunderbird Classic 1967 Phoenix, USA Singolare - Doppio                                             | Stan Smith 7-5 6-3                       | Allen Fox                      |                              |                                                          |
| 13 marzo  | Thunderbird Classic 1967 Phoenix, USA Singolare - Doppio                                             |                                          |                                |                              |                                                          |
| 13 marzo  | South African Championships 1967 Johannesburg, Sudafrica Singolare - Doppio                          | Manuel Santana 2-6 6-2 4-6 6-3 6-4       | Jan Leschly                    |                              |                                                          |
| 13 marzo  | South African Championships 1967 Johannesburg, Sudafrica Singolare - Doppio                          |                                          |                                |                              |                                                          |
| 20 marzo  | Planters Pro Challenge Cup 1967 Miami Beach, USA $15000 - Terra rossa - 8S Singolare - Doppio        | Rod Laver 6-3 6-3                        | Andrés Gimeno                  | Fred Stolle Dennis Ralston   | Mike Davies Earl Buchholz Pancho Gonzales Pierre Barthes |
| 20 marzo  | Planters Pro Challenge Cup 1967 Miami Beach, USA $15000 - Terra rossa - 8S Singolare - Doppio        | Rod Laver Fred Stolle 6-4 3-6 6-4        | Pancho Gonzales Dennis Ralston | Fred Stolle Dennis Ralston   | Mike Davies Earl Buchholz Pancho Gonzales Pierre Barthes |
| 20 marzo  | Monte Carlo Cup 1967 Monaco, Monaco Singolare - Doppio                                               | Nicola Pietrangeli 6-3 3-6 6-3 6-1       | Martin Mulligan                |                              |                                                          |
| 20 marzo  | Monte Carlo Cup 1967 Monaco, Monaco Singolare - Doppio                                               |                                          |                                |                              |                                                          |
| 20 marzo  | Tally Ho! 1967 Birmingham, Gran Bretagna Singolare - Doppio                                          | Geoffrey Paish 9-7 4-6 6-3               | D.R. Oliver                    |                              |                                                          |
| 20 marzo  | Tally Ho! 1967 Birmingham, Gran Bretagna Singolare - Doppio                                          |                                          |                                |                              |                                                          |
| 20 marzo  | North of England Hard Court Championships 1967 Southport, Gran Bretagna Singolare - Doppio           | William Knight 6-3 6-4                   | John McDonald                  |                              |                                                          |
| 20 marzo  | North of England Hard Court Championships 1967 Southport, Gran Bretagna Singolare - Doppio           |                                          |                                |                              |                                                          |
| 27 marzo  | Boston Garden Pro Championships 1967 Boston, USA $8000 - Parquet indoor - 8S Singolare               | Rod Laver 6-4 6-0                        | Ken Rosewall                   | Dennis Ralston Earl Buchholz | Fred Stolle Andrés Gimeno Pancho Gonzales Pierre Barthes |
| 27 marzo  | Canadian Pro Championships 1967 Montréal, Canada $8000 - Parquet indoor - 8S Singolare               | Rod Laver 17-15 6-0                      | Dennis Ralston                 | Pancho Gonzales Ken Rosewall | Pierre Barthes Earl Buchholz Andrés Gimeno Fred Stolle   |
| 27 marzo  | Aix Golden Racquet Tournament 1967 Aix-en-Provence, Francia Singolare - Doppio                       | Aleksandre Met'reveli 4-6 6-4 6-1        | Jan Kodeš                      |                              |                                                          |
| 27 marzo  | Aix Golden Racquet Tournament 1967 Aix-en-Provence, Francia Singolare - Doppio                       |                                          |                                |                              |                                                          |
| 27 marzo  | Mexican International Championships 1967 Città del Messico, Messico Singolare - Doppio               | Tony Roche 4-6 2-6 7-5 6-3 8-6           | John Newcombe                  |                              |                                                          |
| 27 marzo  | Mexican International Championships 1967 Città del Messico, Messico Singolare - Doppio               |                                          |                                |                              |                                                          |
| 27 marzo  | Rhodesian Championships 1967 Salisbury, Rhodesia Singolare - Doppio                                  | Ken Fletcher 10-8 6-1                    | Owen Davidson                  |                              |                                                          |
| 27 marzo  | Rhodesian Championships 1967 Salisbury, Rhodesia Singolare - Doppio                                  |                                          |                                |                              |                                                          |

### Aprile
| Settimana | Torneo | Vincitore                           | Finalista                     | Semifinalisti                 | Eliminati ai quarti            |
| --------- | --- | ----------------------------------- | ----------------------------- | ----------------------------- | ------------------------------ |
| 3 aprile  | BBC2 Pro Championships 1967 Wembley, Londra, Gran Bretagna $14000 - Parquet indoor - 4S Singolare - Doppio | Ken Rosewall 6-4 6-2                | Dennis Ralston                | Pancho Gonzales Rod Laver     |                                |
| 3 aprile  | Paris Pro Championships 1967 Parigi, Francia Parquet indoor - 6S Singolare - Doppio                        | Rod Laver 6-0 10-8 10-8             | Ken Rosewall                  | Fred Stolle Dennis Ralston    | Pierre Barthes Pancho Gonzales |
| 3 aprile  | Paris Pro Championships 1967 Parigi, Francia Parquet indoor - 6S Singolare - Doppio                        | Rod Laver Ken Rosewall 6-3 6-4      | Fred Stolle Pierre Barthes    | Fred Stolle Dennis Ralston    | Pierre Barthes Pancho Gonzales |
| 3 aprile  | Caribe Hilton International Championships 1967 San Juan, Porto Rico Singolare - Doppio                     | Tony Roche 6-2 6-4                  | Charlie Pasarell              |                               |                                |
| 3 aprile  | Caribe Hilton International Championships 1967 San Juan, Porto Rico Singolare - Doppio                     |                                     |                               |                               |                                |
| 3 aprile  | Carlton Club Championships 1967 Cannes, Francia Singolare - Doppio                                         | Jan Kodeš 6-0 6-1                   | Ilie Năstase                  |                               |                                |
| 3 aprile  | Carlton Club Championships 1967 Cannes, Francia Singolare - Doppio                                         |                                     |                               |                               |                                |
| 10 aprile | Brussels Pro Championships 1967 Bruxelles, Belgio Parquet indoor - 4S Singolare - Doppio                   | Fred Stolle 6-3 6-4                 | Dennis Ralston                | Pierre Barthes Rod Laver      |                                |
| 10 aprile | Brussels Pro Championships 1967 Bruxelles, Belgio Parquet indoor - 4S Singolare - Doppio                   | Fred Stolle Dennis Ralston 8-6 9-7  | Pierre Barthes Rod Laver      | Pierre Barthes Rod Laver      |                                |
| 10 aprile | Lyon Pro Championships 1967 Lione, Francia Parquet indoor - 4S Singolare                                   | Fred Stolle 6-1 3-6 6-4             | Rod Laver                     | Dennis Ralston Pierre Barthes |                                |
| 10 aprile | Torneo di Cannes 1967 Cannes, Francia Singolare - Doppio                                                   | Ilie Năstase 7-5 4-6 6-2            | Peter Marmureanu              |                               |                                |
| 10 aprile | Torneo di Cannes 1967 Cannes, Francia Singolare - Doppio                                                   |                                     |                               |                               |                                |
| 10 aprile | Campionati Internazionali di Sicilia 1967 Palermo, Italia Singolare - Doppio                               | Aleksandre Met'reveli 7-5 6-4 6-4   | Michael Belkin                |                               |                                |
| 10 aprile | Campionati Internazionali di Sicilia 1967 Palermo, Italia Singolare - Doppio                               |                                     |                               |                               |                                |
| 10 aprile | San Antonio Invitation 1967 San Antonio, USA Singolare - Doppio                                            | John Newcombe 6-3 6-2               | Tony Roche                    |                               |                                |
| 10 aprile | San Antonio Invitation 1967 San Antonio, USA Singolare - Doppio                                            |                                     |                               |                               |                                |
| 10 aprile | Cumberland Hard Court Championships 1967 Hampstead, Gran Bretagna Singolare - Doppio                       | Gerald Battrick 7-5 6-4             | Keith Carpenter               |                               |                                |
| 10 aprile | Cumberland Hard Court Championships 1967 Hampstead, Gran Bretagna Singolare - Doppio                       |                                     |                               |                               |                                |
| 10 aprile | Masters Invitational 1967 Saint Petersburg, USA Singolare - Doppio                                         | Allen Fox 6-3 3-6 6-4 4-6 6-2       | Niki Pilic                    |                               |                                |
| 10 aprile | Masters Invitational 1967 Saint Petersburg, USA Singolare - Doppio                                         |                                     |                               |                               |                                |
| 17 aprile | Marseille Pro Championships 1967 Marsiglia, Francia Parquet indoor - 4S Singolare - Doppio                 | Rod Laver 2-6 9-7 11-9              | Dennis Ralston                | Fred Stolle Pierre Barthes    |                                |
| 17 aprile | Marseille Pro Championships 1967 Marsiglia, Francia Parquet indoor - 4S Singolare - Doppio                 | Fred Stolle Rod Laver 6-3 11-9      | Dennis Ralston Pierre Barthes | Fred Stolle Pierre Barthes    |                                |
| 17 aprile | Northern California Championships 1967 San Francisco, USA Singolare - Doppio                               | Jeff Borowiak 6-1 7-5 2-6 2-6 13-11 | Richard W. Anderson           |                               |                                |
| 17 aprile | Northern California Championships 1967 San Francisco, USA Singolare - Doppio                               |                                     |                               |                               |                                |
| 17 aprile | Sutton Hard Court Championships 1967 Sutton, Gran Bretagna Singolare - Doppio                              | Stanley Matthews 4-6 6-4 6-1        | Keith Wooldridge              |                               |                                |
| 17 aprile | Sutton Hard Court Championships 1967 Sutton, Gran Bretagna Singolare - Doppio                              |                                     |                               |                               |                                |
| 17 aprile | River Plate Championships 1967 Buenos Aires, Argentina Singolare - Doppio                                  | Cliff Richey 3-6 6-4 7-5            | Clark Graebner                |                               |                                |
| 17 aprile | River Plate Championships 1967 Buenos Aires, Argentina Singolare - Doppio                                  |                                     |                               |                               |                                |
| 17 aprile | Catania Championships 1967 Catania, Italia Singolare - Doppio                                              | Martin Mulligan 3-6 6-1 6-1         | Nicola Pietrangeli            |                               |                                |
| 17 aprile | Catania Championships 1967 Catania, Italia Singolare - Doppio                                              |                                     |                               |                               |                                |
| 17 aprile | Rothmans Connaught Championships 1967 Chingford, Gran Bretagna Singolare - Doppio                          | Birger Folke 6-3 2-6 14-12          | Lars Olander                  |                               |                                |
| 17 aprile | Rothmans Connaught Championships 1967 Chingford, Gran Bretagna Singolare - Doppio                          |                                     |                               |                               |                                |
| 17 aprile | River Oaks International Tennis Tournament 1967 Houston, USA Singolare - Doppio                            | John Newcombe 6-2 7-5 6-3           | Tony Roche                    |                               |                                |
| 17 aprile | River Oaks International Tennis Tournament 1967 Houston, USA Singolare - Doppio                            |                                     |                               |                               |                                |
| 17 aprile | Puerta de Hierro International 1967 Madrid, Spagna Singolare - Doppio                                      | Jan-Erik Lundquist 3-6 6-3 6-3 6-4  | Roy Emerson                   |                               |                                |
| 17 aprile | Puerta de Hierro International 1967 Madrid, Spagna Singolare - Doppio                                      |                                     |                               |                               |                                |
| 24 aprile | British Hard Court Championships 1967 Bournemouth, Gran Bretagna Singolare - Doppio                        | Jan-Erik Lundquist 6-1 6-8 6-3 6-2  | Bob Hewitt                    |                               |                                |
| 24 aprile | British Hard Court Championships 1967 Bournemouth, Gran Bretagna Singolare - Doppio                        |                                     |                               |                               |                                |
| 24 aprile | Dallas Invitation 1967 Dallas, USA Singolare - Doppio                                                      | Tony Roche 4-6 10-8 6-2 14-12       | Ron Holmberg                  |                               |                                |
| 24 aprile | Dallas Invitation 1967 Dallas, USA Singolare - Doppio                                                      |                                     |                               |                               |                                |
| 24 aprile | Miami Beach Invitational 1967 Miami Beach, USA Singolare - Doppio                                          | Martin Schad 6-2 6-0                | Lorenzo Barreno               |                               |                                |
| 24 aprile | Miami Beach Invitational 1967 Miami Beach, USA Singolare - Doppio                                          |                                     |                               |                               |                                |
| 24 aprile | Campionato Partenopeo 1967 Napoli, Italia Singolare - Doppio                                               | Martin Mulligan 5-7 4-6 6-0 6-1 6-0 | Nicola Pietrangeli            |                               |                                |
| 24 aprile | Campionato Partenopeo 1967 Napoli, Italia Singolare - Doppio                                               |                                     |                               |                               |                                |

### Maggio
| Settimana | Torneo                                                                                                  | Vincitore                                       | Finalista                 | Semifinalisti                | Eliminati ai quarti |
| --------- | --- | ----------------------------------------------- | ------------------------- | ---------------------------- | --- |
| 1º maggio | Birmingham Pro Classic 1967 Birmingham, USA Cemento - 16S Singolare - Doppio                            | Pancho Gonzales 6-4 6-2                         | Alan Mills                |                              | |
| 1º maggio | Birmingham Pro Classic 1967 Birmingham, USA Cemento - 16S Singolare - Doppio                            | Sam Giammalva Crawford Henry 6-4 2-6 6-3        | Earl Buchholz Wade Herren |                              | |
| 1º maggio | Atlanta Invitational 1967 Atlanta, USA Singolare - Doppio                                               | Marty Riessen 7-5 6-2 6-4                       | Cliff Richey              |                              | |
| 1º maggio | Atlanta Invitational 1967 Atlanta, USA Singolare - Doppio                                               |                                                 |                           |                              | |
| 1º maggio | London Hard Court Championships 1967 Hurlingham, Gran Bretagna Singolare - Doppio                       | Paul Hutchins 6-2 6-3                           | Stanley Matthews          |                              | |
| 1º maggio | London Hard Court Championships 1967 Hurlingham, Gran Bretagna Singolare - Doppio                       |                                                 |                           |                              | |
| 1º maggio | California State Championships 1967 Portola Valley, USA Singolare - Doppio                              | Tony Roche 6-3 6-2 8-6                          | John Newcombe             |                              | |
| 1º maggio | California State Championships 1967 Portola Valley, USA Singolare - Doppio                              |                                                 |                           |                              | |
| 1º maggio | Torneo di Reggio di Calabria 1967 Reggio Calabria, Italia Singolare - Doppio                            | Giuseppe Merlo 4-6 6-1 6-4 6-1                  | Owen Davidson             |                              | |
| 1º maggio | Torneo di Reggio di Calabria 1967 Reggio Calabria, Italia Singolare - Doppio                            |                                                 |                           |                              | |
| 1º maggio | Pensacola Invitational 1967 Pensacola, USA Singolare - Doppio                                           | Ron Holmberg 7-5 6-0                            | Robert Brien              |                              | |
| 1º maggio | Pensacola Invitational 1967 Pensacola, USA Singolare - Doppio                                           |                                                 |                           |                              | |
| 8 maggio  | Pacific Pro Championships 1967 San Diego, USA Parquet indoor - 10S Singolare - Doppio                   | Rod Laver 6-4 12-10                             | Dennis Ralston            | Butch Buchholz Mike Davies   | Pierre Barthes Pancho Segura Fred Stolle Alex Olmedo                                                                                             |
| 8 maggio  | Pacific Pro Championships 1967 San Diego, USA Parquet indoor - 10S Singolare - Doppio                   | Fred Stolle Rod Laver 10-5                      | Earl Buchholz Mike Davies | Butch Buchholz Mike Davies   | Pierre Barthes Pancho Segura Fred Stolle Alex Olmedo                                                                                             |
| 8 maggio  | Southern California Championships 1967 Los Angeles, USA Singolare - Doppio                              | Stan Smith 7-5 13-11                            | Allen Fox                 |                              | |
| 8 maggio  | Southern California Championships 1967 Los Angeles, USA Singolare - Doppio                              |                                                 |                           |                              | |
| 8 maggio  | West Berlin Championships 1967 Berlino Ovest, Germania Singolare - Doppio                               | Roy Emerson walkover                            | Manuel Santana            |                              | |
| 8 maggio  | West Berlin Championships 1967 Berlino Ovest, Germania Singolare - Doppio                               |                                                 |                           |                              | |
| 8 maggio  | Charlotte Invitation 1967 Charlotte, USA Singolare - Doppio                                             | Ron Holmberg 6-4 6-2                            | Vic Seixas                |                              | |
| 8 maggio  | Charlotte Invitation 1967 Charlotte, USA Singolare - Doppio                                             |                                                 |                           |                              | |
| 8 maggio  | Surrey Hard Court Championships 1967 Guildford, Gran Bretagna Singolare - Doppio                        | William Alvarez 6-4 6-2                         | Iván Molina               |                              | |
| 8 maggio  | Surrey Hard Court Championships 1967 Guildford, Gran Bretagna Singolare - Doppio                        |                                                 |                           |                              | |
| 8 maggio  | Internazionali d'Italia 1967 Roma, Italia Singolare - Doppio                                            | Martin Mulligan 6-3 0-6 6-4 6-1                 | Tony Roche                |                              | |
| 8 maggio  | Internazionali d'Italia 1967 Roma, Italia Singolare - Doppio                                            | Bob Hewitt Frew Donald McMillan 6-3 2-6 6-3 9-7 | Bill Bowrey Owen Davidson |                              | |
| 15 maggio | Roehampton Hard Court Championships 1967 Roehampton, Gran Bretagna Singolare - Doppio                   | Tony Roche 6-1 2-6 6-3                          | Premjit Lall              |                              | |
| 15 maggio | Roehampton Hard Court Championships 1967 Roehampton, Gran Bretagna Singolare - Doppio                   |                                                 |                           |                              | |
| 15 maggio | Sassari International 1967 Sassari, Italia Singolare - Doppio                                           | Boro Jovanović 6-4 6-3 1-6 4-6 6-3              | Martin Mulligan           |                              | |
| 15 maggio | Sassari International 1967 Sassari, Italia Singolare - Doppio                                           |                                                 |                           |                              | |
| 15 maggio | Torneo di La Rasante 1967 Bruxelles, Belgio Singolare - Doppio                                          | Roy Emerson 6-3 3-6 7-5 6-4                     | Tom Okker                 |                              | |
| 15 maggio | Torneo di La Rasante 1967 Bruxelles, Belgio Singolare - Doppio                                          |                                                 |                           |                              | |
| 22 maggio | Masters Pro Championships 1967 Los Angeles, USA $25000 - Cemento - 14S (Round Robin) Singolare - Doppio | Ken Rosewall 6-2 2-6 7-5                        | Rod Laver                 | Dennis Ralston Earl Buchholz | Round Robin Malcolm Anderson Andrés Gimeno Alex Olmedo Barry MacKay Mike Davies Pancho Segura Hugh Stewart Luis Ayala Fred Stolle Pierre Barthes |
| 22 maggio | Masters Pro Championships 1967 Los Angeles, USA $25000 - Cemento - 14S (Round Robin) Singolare - Doppio | Ken Rosewall Dennis Ralston 6-3 6-4             | Earl Buchholz Mike Davies | Dennis Ralston Earl Buchholz | Round Robin Malcolm Anderson Andrés Gimeno Alex Olmedo Barry MacKay Mike Davies Pancho Segura Hugh Stewart Luis Ayala Fred Stolle Pierre Barthes |
| 22 maggio | Internazionali di Francia 1967 Parigi, Francia Singolare - Doppio                                       | Roy Emerson 6-1 6-4 2-6 6-2                     | Tony Roche                |                              | |
| 22 maggio | Internazionali di Francia 1967 Parigi, Francia Singolare - Doppio                                       | John Newcombe Tony Roche 6-3 9-7 12-10          | Roy Emerson Ken Fletcher  |                              | |
| 22 maggio | Worcestershire Championships 1967 Malvern, Gran Bretagna Singolare - Doppio                             | Lars Olander 9-7 10-8                           | Koji Watanabe             |                              | |
| 22 maggio | Worcestershire Championships 1967 Malvern, Gran Bretagna Singolare - Doppio                             |                                                 |                           |                              | |
| 22 maggio | Torneo di Lytham St Annes 1967 (Bio Strath) Lytham St Annes, Gran Bretagna Singolare - Doppio           | Premjit Lall 4-6 6-3 6-3                        | Peter Mors                |                              | |
| 22 maggio | Torneo di Lytham St Annes 1967 (Bio Strath) Lytham St Annes, Gran Bretagna Singolare - Doppio           |                                                 |                           |                              | |
| 29 maggio | Pacific Coast Pro Championships 1967 Berkeley, USA $20000 - Cemento - 13S Singolare - Doppio            | Ken Rosewall 4-6 6-3 8-6                        | Rod Laver                 | Alex Olmedo Andrés Gimeno    | Earl Buchholz Pancho Segura Pierre Barthes Mike Davies                                                                                           |
| 29 maggio | Pacific Coast Pro Championships 1967 Berkeley, USA $20000 - Cemento - 13S Singolare - Doppio            | Dennis Ralston Ken Rosewall 2-6 6-4 6-2         | Rod Laver Fred Stolle     | Alex Olmedo Andrés Gimeno    | Earl Buchholz Pancho Segura Pierre Barthes Mike Davies                                                                                           |
| 29 maggio | Torneo di Glamorgan 1967 Glamorgan, Gran Bretagna Singolare - Doppio                                    | Keith Carpenter 6-4 4-6 6-3                     | Keishiro Yanagi           |                              | |
| 29 maggio | Torneo di Glamorgan 1967 Glamorgan, Gran Bretagna Singolare - Doppio                                    |                                                 |                           |                              | |
| 29 maggio | Surrey Championships 1967 Surbiton, Gran Bretagna Singolare - Doppio                                    | Roger Taylor 2-6 6-4 6-2                        | Bobby Wilson              |                              | |
| 29 maggio | Surrey Championships 1967 Surbiton, Gran Bretagna Singolare - Doppio                                    |                                                 |                           |                              | |
| 29 maggio | US Hard Court Championships 1967 Sacramento, USA Singolare - Doppio                                     | Stan Smith 6-4 6-3                              | Gary Rose                 |                              | |
| 29 maggio | US Hard Court Championships 1967 Sacramento, USA Singolare - Doppio                                     |                                                 |                           |                              | |
| 29 maggio | Tulsa Clay Court Championships 1967 Tulsa, USA Singolare - Doppio                                       | Cliff Richey 6-2 6-1                            | Clark Graebner            |                              | |
| 29 maggio | Tulsa Clay Court Championships 1967 Tulsa, USA Singolare - Doppio                                       |                                                 |                           |                              | |
| 29 maggio | Helsinki International 1967 Helsinki, Finlandia Singolare - Doppio                                      | Martin Mulligan 6-0 8-6                         | Ramanathan Krishnan       |                              | |
| 29 maggio | Helsinki International 1967 Helsinki, Finlandia Singolare - Doppio                                      |                                                 |                           |                              | |
| 29 maggio | Torneo di Barnes 1967 Lowther, Gran Bretagna Singolare - Doppio                                         | Shyam Minotra 6-3 7-5                           | Peyton Watson             |                              | |
| 29 maggio | Torneo di Barnes 1967 Lowther, Gran Bretagna Singolare - Doppio                                         |                                                 |                           |                              | |

### Giugno
| Settimana | Torneo                                                                                             | Vincitore                              | Finalista                        | Semifinalisti | Eliminati ai quarti |
| --------- | -------------------------------------------------------------------------------------------------- | -------------------------------------- | -------------------------------- | ------------- | ------------------- |
| 5 giugno  | Madison Square Garden Pro Championships 1967 New York, USA $25000 - Parquet indoor - 13S Singolare | Rod Laver 6-4 6-4                      | Ken Rosewall                     |               |                     |
| 5 giugno  | Madison Square Garden Pro Championships 1967 New York, USA $25000 - Parquet indoor - 13S Singolare | Ken Rosewall Dennis Ralston 6-4 6-4    | Rod Laver Fred Stolle            |               |                     |
| 5 giugno  | Long Island Championships 1967 Great Neck, USA Singolare - Doppio                                  | Eugene Scott 9-7 6-4 7-9 6-2           | Peter Fishbach                   |               |                     |
| 5 giugno  | Long Island Championships 1967 Great Neck, USA Singolare - Doppio                                  |                                        |                                  |               |                     |
| 5 giugno  | Northern Championships 1967 Manchester, Gran Bretagna Singolare - Doppio                           | Owen Davidson 6-1 6-8 6-4              | Ray Ruffels                      |               |                     |
| 5 giugno  | Northern Championships 1967 Manchester, Gran Bretagna Singolare - Doppio                           |                                        |                                  |               |                     |
| 5 giugno  | Torneo di Saltsjöbaden 1967 Saltsjöbaden, Svezia Singolare - Doppio                                | Martin Mulligan                        | Jan-Erik Lundquist               |               |                     |
| 5 giugno  | Torneo di Saltsjöbaden 1967 Saltsjöbaden, Svezia Singolare - Doppio                                |                                        |                                  |               |                     |
| 12 giugno | US Pro Hard Court Championships 1967 St. Louis, USA $19000 - Cemento - 13S Singolare - Doppio      | Ken Rosewall 6-3 6-4                   | Andrés Gimeno                    |               |                     |
| 12 giugno | US Pro Hard Court Championships 1967 St. Louis, USA $19000 - Cemento - 13S Singolare - Doppio      |                                        |                                  |               |                     |
| 12 giugno | Blue and Gray Invitation 1967 Montgomery, USA Singolare - Doppio                                   | Michael Belkin 9-11 7-5 6-2            | Herb Fitzgibbon                  |               |                     |
| 12 giugno | Blue and Gray Invitation 1967 Montgomery, USA Singolare - Doppio                                   |                                        |                                  |               |                     |
| 12 giugno | Torneo Godò 1967 Barcellona, Spagna Singolare - Doppio                                             | Martin Mulligan 5-7 7-5 6-4 6-3        | Rafael Osuna                     |               |                     |
| 12 giugno | Torneo Godò 1967 Barcellona, Spagna Singolare - Doppio                                             | Thomaz Koch Jose Mandarino 6-2 6-4 8-6 | Ramanathan Krishnan Rafael Osuna |               |                     |
| 12 giugno | Kent Championships 1967 Beckenham, Gran Bretagna Singolare - Doppio                                | Owen Davidson 3-6 6-2 6-3              | Ken Fletcher                     |               |                     |
| 12 giugno | Kent Championships 1967 Beckenham, Gran Bretagna Singolare - Doppio                                |                                        |                                  |               |                     |
| 12 giugno | West of England Championships 1967 Bristol, Gran Bretagna Singolare - Doppio                       | Tom Okker 6-2 5-7 8-6                  | Cliff Drysdale                   |               |                     |
| 12 giugno | West of England Championships 1967 Bristol, Gran Bretagna Singolare - Doppio                       |                                        |                                  |               |                     |
| 12 giugno | National Collegiate Championships 1967 Carbondale, USA Singolare - Doppio                          | Robert Lutz 6-0 6-0 8-10 2-6 6-2       | Jaime Fillol                     |               |                     |
| 12 giugno | National Collegiate Championships 1967 Carbondale, USA Singolare - Doppio                          |                                        |                                  |               |                     |
| 12 giugno | Nottingham John Player 1967 Nottingham, Gran Bretagna Singolare - Doppio                           | Brian Fairlie 6-4 7-5                  | Mark Cox                         |               |                     |
| 12 giugno | Nottingham John Player 1967 Nottingham, Gran Bretagna Singolare - Doppio                           |                                        |                                  |               |                     |
| 12 giugno | Lys International Grass Court Championships 1967 Parigi, Francia Singolare - Doppio                | Manuel Santana 5-7 9-7 6-3 6-3         | Roy Emerson                      |               |                     |
| 12 giugno | Lys International Grass Court Championships 1967 Parigi, Francia Singolare - Doppio                |                                        |                                  |               |                     |
| 19 giugno | Newport Beach Pro Championships 1967 Newport, USA $25000 - Cemento - 12S Singolare - Doppio        | Ken Rosewall 6-3 6-3                   | Rod Laver                        |               |                     |
| 19 giugno | Newport Beach Pro Championships 1967 Newport, USA $25000 - Cemento - 12S Singolare - Doppio        | Rod Laver Fred Stolle                  | Ken Rosewall Dennis Ralston      |               |                     |
| 19 giugno | Southern Championships 1967 Birmingham, USA Singolare - Doppio                                     | Herb Fitzgibbon 6-2 6-1                | John Powless                     |               |                     |
| 19 giugno | Southern Championships 1967 Birmingham, USA Singolare - Doppio                                     |                                        |                                  |               |                     |
| 19 giugno | Queen's Club Championships 1967 Londra, Gran Bretagna Erba Singolare - Doppio                      | John Newcombe 7-5 6-3                  | Roger Taylor                     |               |                     |
| 19 giugno | Queen's Club Championships 1967 Londra, Gran Bretagna Erba Singolare - Doppio                      |                                        |                                  |               |                     |
| 26 giugno | World Pro Championships 1967 Oklahoma City, USA $15000 - Cemento - 12S Singolare - Doppio          | Rod Laver 6-2 3-6 6-4                  | Ken Rosewall                     |               |                     |
| 26 giugno | World Pro Championships 1967 Oklahoma City, USA $15000 - Cemento - 12S Singolare - Doppio          | Ken Rosewall Dennis Ralston 10-8       | Rod Laver Fred Stolle            |               |                     |
| 26 giugno | Torneo di Wimbledon 1967 Wimbledon, Gran Bretagna Grande Slam Erba Singolare - Doppio - Misto      | John Newcombe 6-3 6-1 6-1              | Wilhelm P. Bungert               |               |                     |
| 26 giugno | Torneo di Wimbledon 1967 Wimbledon, Gran Bretagna Grande Slam Erba Singolare - Doppio - Misto      | Bob Hewitt Frew McMillan 6-2 6-3 6-4   | Roy Emerson Ken Fletcher         |               |                     |
| 26 giugno | Tennessee Valley Championships 1967 Chattanooga, USA Singolare - Doppio                            | Jaime Fillol 6-4 4-6 7-5               | Joaquín Loyo-Mayo                |               |                     |
| 26 giugno | Tennessee Valley Championships 1967 Chattanooga, USA Singolare - Doppio                            |                                        |                                  |               |                     |

### Luglio
| Settimana | Torneo                                                                                                  | Vincitore                             | Finalista                    | Semifinalisti              | Eliminati ai quarti                                                                             |
| --------- | --- | ------------------------------------- | ---------------------------- | -------------------------- | ----------------------------------------------------------------------------------------------- |
| 3 luglio  | Cincinnati Pro Championships 1967 Cincinnati, USA $15000 - Cemento - 12S Singolare - Doppio             | Andrés Gimeno 6-3 7-5                 | Ken Rosewall                 |                            |                                                                                                 |
| 3 luglio  | Cincinnati Pro Championships 1967 Cincinnati, USA $15000 - Cemento - 12S Singolare - Doppio             | Rod Laver Fred Stolle 4-6 8-6 7-5     | Ken Rosewall Dennis Ralston  |                            |                                                                                                 |
| 3 luglio  | Tri-State Championships 1967 Cincinnati, USA Terra Singolare - Doppio                                   | Joaquín Loyo-Mayo 8-6 6-1             | Jaime Fillol                 |                            |                                                                                                 |
| 3 luglio  | Tri-State Championships 1967 Cincinnati, USA Terra Singolare - Doppio                                   | William Brown Jasjit Singh 6-1 9-7    | Richard Knight Tom Gorman    |                            |                                                                                                 |
| 10 luglio | U.S. Pro Tennis Championships 1967 Chestnut Hill, USA $25000 - Erba - 16S Singolare - Doppio            | Rod Laver 4-6 6-4 6-3 7-5             | Andrés Gimeno                |                            |                                                                                                 |
| 10 luglio | U.S. Pro Tennis Championships 1967 Chestnut Hill, USA $25000 - Erba - 16S Singolare - Doppio            | Ken Rosewall Dennis Ralston 16-14 7-5 | Pierre Barthes Andrés Gimeno |                            |                                                                                                 |
| 10 luglio | Beerschot International 1967 Anversa, Belgio Singolare - Doppio                                         | Ramanathan Krishnan 6-2 6-2 6-3       | Roy Emerson                  |                            |                                                                                                 |
| 10 luglio | Beerschot International 1967 Anversa, Belgio Singolare - Doppio                                         |                                       |                              |                            |                                                                                                 |
| 10 luglio | Swedish International Hard Court Championships 1967 Båstad, Svezia Singolare - Doppio                   | Martin Mulligan 6-3 3-6 4-6 6-4 6-1   | Jan-Erik Lundquist           |                            |                                                                                                 |
| 10 luglio | Swedish International Hard Court Championships 1967 Båstad, Svezia Singolare - Doppio                   |                                       |                              |                            |                                                                                                 |
| 10 luglio | Dublin Invitational 1967 Dublino, Irlanda Singolare - Doppio                                            | Mike Sangster 3-6 6-3 8-6             | Bobby Wilson                 |                            |                                                                                                 |
| 10 luglio | Dublin Invitational 1967 Dublino, Irlanda Singolare - Doppio                                            |                                       |                              |                            |                                                                                                 |
| 10 luglio | Düsseldorf Championships 1967 Düsseldorf, Germania Singolare - Doppio                                   | Wilhelm Bungert 6-1 2-6 6-3 6-3       | Ingo Buding                  |                            |                                                                                                 |
| 10 luglio | Düsseldorf Championships 1967 Düsseldorf, Germania Singolare - Doppio                                   |                                       |                              |                            |                                                                                                 |
| 10 luglio | Welsh Championships 1967 Newport, Gran Bretagna Singolare - Doppio                                      | John Newcombe 7-5 6-2                 | Bill Bowrey                  |                            |                                                                                                 |
| 10 luglio | Welsh Championships 1967 Newport, Gran Bretagna Singolare - Doppio                                      |                                       |                              |                            |                                                                                                 |
| 10 luglio | Torneo di Travemünde 1967 Travemünde, Germania Singolare - Doppio                                       | Ilie Năstase 6-4 6-3 6-2              | Jan Leschly                  |                            |                                                                                                 |
| 10 luglio | Torneo di Travemünde 1967 Travemünde, Germania Singolare - Doppio                                       |                                       |                              |                            |                                                                                                 |
| 10 luglio | Western Championships 1967 Indianapolis, USA Singolare - Doppio                                         | Michael Belkin 3-6 6-3 6-1 6-2        | Pancho Guzman                |                            |                                                                                                 |
| 10 luglio | Western Championships 1967 Indianapolis, USA Singolare - Doppio                                         |                                       |                              |                            |                                                                                                 |
| 17 luglio | Newport Casino Pro Championships 1967 Newport, USA $15000 - Erba - 10S (Round Robin) Singolare - Doppio | Rod Laver 31-27                       | Andrés Gimeno                | Earl Buchholz Ken Rosewall | Round Robin Fred Stolle Barry MacKay Pierre Barthes Malcolm Anderson Dennis Ralston Mike Davies |
| 17 luglio | Newport Casino Pro Championships 1967 Newport, USA $15000 - Erba - 10S (Round Robin) Singolare - Doppio | Rod Laver Fred Stolle 31-27           | Dennis Ralston Ken Rosewall  | Earl Buchholz Ken Rosewall | Round Robin Fred Stolle Barry MacKay Pierre Barthes Malcolm Anderson Dennis Ralston Mike Davies |
| 17 luglio | Danish Hard Court Championships 1967 Copenaghen, Danimarca Singolare - Doppio                           | Ken Fletcher 3-6 6-4 7-5 6-4          | Jan-Erik Lundquist           |                            |                                                                                                 |
| 17 luglio | Danish Hard Court Championships 1967 Copenaghen, Danimarca Singolare - Doppio                           |                                       |                              |                            |                                                                                                 |
| 17 luglio | Essex Championships 1967 Frinton, Gran Bretagna Singolare - Doppio                                      | Bobby Wilson 5-7 6-4 6-3              | Paul Hutchins                |                            |                                                                                                 |
| 17 luglio | Essex Championships 1967 Frinton, Gran Bretagna Singolare - Doppio                                      |                                       |                              |                            |                                                                                                 |
| 17 luglio | Swiss International Championships 1967 Gstaad, Svizzera Terra Singolare - Doppio                        | Roy Emerson 6-2 8-6 6-4               | Manuel Santana               |                            |                                                                                                 |
| 17 luglio | Swiss International Championships 1967 Gstaad, Svizzera Terra Singolare - Doppio                        |                                       |                              |                            |                                                                                                 |
| 17 luglio | Torneo di Hoylake & West Kirby 1967 Hoylake, Gran Bretagna Singolare - Doppio                           | John Newcombe 7-5 3-6 6-3             | Roger Taylor                 |                            |                                                                                                 |
| 17 luglio | Torneo di Hoylake & West Kirby 1967 Hoylake, Gran Bretagna Singolare - Doppio                           |                                       |                              |                            |                                                                                                 |
| 17 luglio | U.S. Men's Clay Court Championships 1967 Milwaukee, USA Terra Singolare - Doppio                        | Arthur Ashe 4-6 6-3 6-1 7-5           | Marty Riessen                |                            |                                                                                                 |
| 17 luglio | U.S. Men's Clay Court Championships 1967 Milwaukee, USA Terra Singolare - Doppio                        | Clark Graebner Marty Riessen          |                              |                            |                                                                                                 |
| 24 luglio | Binghampton Pro Championships 1967 Binghamton, USA $17500 - Cemento - 10S Singolare - Doppio            | Rod Laver 6-1 6-3                     | Andrés Gimeno                |                            |                                                                                                 |
| 24 luglio | Binghampton Pro Championships 1967 Binghamton, USA $17500 - Cemento - 10S Singolare - Doppio            | Pierre Barthes Andrés Gimeno 6-3 6-4  | Rod Laver Fred Stolle        |                            |                                                                                                 |
| 24 luglio | Colonel Kuntz Cup 1967 Deauville, Francia Singolare - Doppio                                            | John Newcombe 11-9 7-5 6-1            | Pierre Darmon                |                            |                                                                                                 |
| 24 luglio | Colonel Kuntz Cup 1967 Deauville, Francia Singolare - Doppio                                            |                                       |                              |                            |                                                                                                 |
| 24 luglio | East of England Championships 1967 Felixstowe, Gran Bretagna Singolare - Doppio                         | Mark Cox 6-2 6-4                      | Keith Wooldridge             |                            |                                                                                                 |
| 24 luglio | East of England Championships 1967 Felixstowe, Gran Bretagna Singolare - Doppio                         |                                       |                              |                            |                                                                                                 |
| 24 luglio | Tennis ai V Giochi panamericani Winnipeg, Canada Singolare - Doppio                                     | Thomas Koch 5-7 6-3 6-3 6-3           | Herb Fitzgibbon              |                            |                                                                                                 |
| 24 luglio | Tennis ai V Giochi panamericani Winnipeg, Canada Singolare - Doppio                                     |                                       |                              |                            |                                                                                                 |
| 24 luglio | Champions Cup Round Robin Championships 1967 Båstad, Svezia Singolare - Doppio                          | Martin Mulligan 7-5 6-3 6-4           | Roy Emerson                  |                            |                                                                                                 |
| 24 luglio | Champions Cup Round Robin Championships 1967 Båstad, Svezia Singolare - Doppio                          |                                       |                              |                            |                                                                                                 |
| 24 luglio | Pennsylvania Lawn Tennis Championship 1967 Haverford, USA Singolare - Doppio                            | Cliff Drysdale 3-6 3-6 11-9 6-1 7-5   | Clark Graebner               |                            |                                                                                                 |
| 24 luglio | Pennsylvania Lawn Tennis Championship 1967 Haverford, USA Singolare - Doppio                            |                                       |                              |                            |                                                                                                 |
| 31 luglio | Eastern Grass Court Championships 1967 South Orange, USA Singolare - Doppio                             | Marty Riessen 181-6 6-2 6-1           | Clark Graebner               |                            |                                                                                                 |
| 31 luglio | Eastern Grass Court Championships 1967 South Orange, USA Singolare - Doppio                             |                                       |                              |                            |                                                                                                 |
| 31 luglio | German Championships 1967 Amburgo, Germania dell'Ovest Terra Singolare - Doppio                         | Roy Emerson 6-4 6-3 6-1               | Manuel Santana               |                            |                                                                                                 |
| 31 luglio | German Championships 1967 Amburgo, Germania dell'Ovest Terra Singolare - Doppio                         |                                       |                              |                            |                                                                                                 |
| 31 luglio | Torneo di Toronto 1967 Toronto, Canada Singolare - Doppio                                               | Ron Barnes 6-0 6-2                    | Cliff Drysdale               |                            |                                                                                                 |
| 31 luglio | Torneo di Toronto 1967 Toronto, Canada Singolare - Doppio                                               |                                       |                              |                            |                                                                                                 |

### Agosto
| Settimana | Torneo                                                                                             | Vincitore                                | Finalista                            | Semifinalisti            | Eliminati ai quarti                                |
| --------- | -------------------------------------------------------------------------------------------------- | ---------------------------------------- | ------------------------------------ | ------------------------ | -------------------------------------------------- |
| 7 agosto  | Colonial Pro Champioships 1967 Fort Worth, USA $15000 - Cemento - 16S Singolare - Doppio           | Rod Laver 8-6 6-0                        | Dennis Ralston                       |                          |                                                    |
| 7 agosto  | Colonial Pro Champioships 1967 Fort Worth, USA $15000 - Cemento - 16S Singolare - Doppio           | Rod Laver Fred Stolle 4-6 6-2 6-2        | Alex Olmedo Pancho Segura            |                          |                                                    |
| 7 agosto  | British Pro Championships 1967 Eastbourne, Gran Bretagna Erba - 16S Singolare - Doppio             | John Alfred Horn 3-6 3-6 6-3 9-7 6-4     | Charles Applewhaite                  |                          |                                                    |
| 7 agosto  | British Pro Championships 1967 Eastbourne, Gran Bretagna Erba - 16S Singolare - Doppio             | John Crooke Bill Moss 6-1 6-4 8-6        | Charles Applewhaite A.A. Stonebridge |                          |                                                    |
| 7 agosto  | Irish Championships 1967 Dublino, Irlanda Singolare - Doppio                                       | Keith Wooldridge 6-3 3-6 6-0             | Peter Mockler                        |                          |                                                    |
| 7 agosto  | Irish Championships 1967 Dublino, Irlanda Singolare - Doppio                                       |                                          |                                      |                          |                                                    |
| 7 agosto  | Belgium International Championships 1967 Knokke-Le Zoute, Belgio Singolare - Doppio                | Tony Roche 6-1 6-2                       | John Newcombe                        |                          |                                                    |
| 7 agosto  | Belgium International Championships 1967 Knokke-Le Zoute, Belgio Singolare - Doppio                |                                          |                                      |                          |                                                    |
| 7 agosto  | Canadian Championships 1967 Montréal, Canada Singolare - Doppio                                    | Manuel Santana 6-1 10-8 6-4              | Roy Emerson                          |                          |                                                    |
| 7 agosto  | Canadian Championships 1967 Montréal, Canada Singolare - Doppio                                    |                                          |                                      |                          |                                                    |
| 7 agosto  | Bavarian Championships 1967 Monaco di Baviera, Germania Singolare - Doppio                         | Martin Mulligan 6-4 3-6 6-4 6-4          | Wilhelm Bungert                      |                          |                                                    |
| 7 agosto  | Bavarian Championships 1967 Monaco di Baviera, Germania Singolare - Doppio                         |                                          |                                      |                          |                                                    |
| 7 agosto  | Southampton Invitation 1967 Southampton, USA Singolare - Doppio                                    | Owen Davidson 6-4 7-5 6-4                | Ray Ruffels                          |                          |                                                    |
| 7 agosto  | Southampton Invitation 1967 Southampton, USA Singolare - Doppio                                    |                                          |                                      |                          |                                                    |
| 14 agosto | Nassau Bowl 1967 Glen Cove, USA Singolare - Doppio                                                 | John Newcombe 3-6 6-3 6-4 12-10          | Tony Roche                           |                          |                                                    |
| 14 agosto | Nassau Bowl 1967 Glen Cove, USA Singolare - Doppio                                                 |                                          |                                      |                          |                                                    |
| 14 agosto | Istanbul International Championships 1967 Istanbul, Turchia Singolare - Doppio                     | Edison Mandarino 6-4 6-4 6-2             | Thomaz Koch                          |                          |                                                    |
| 14 agosto | Istanbul International Championships 1967 Istanbul, Turchia Singolare - Doppio                     |                                          |                                      |                          |                                                    |
| 14 agosto | Austrian International Championships 1967 Kitzbühel, Austria Singolare - Doppio                    | Martin Mulligan 6-2 6-2 2-6 6-4          | Wilhelm Bungert                      |                          |                                                    |
| 14 agosto | Austrian International Championships 1967 Kitzbühel, Austria Singolare - Doppio                    |                                          |                                      |                          |                                                    |
| 14 agosto | Newport Casino Trophy 1967 Newport, USA Singolare - Doppio                                         | Bill Bowrey 6-4 6-2 6-2                  | Owen Davidson                        |                          |                                                    |
| 14 agosto | Newport Casino Trophy 1967 Newport, USA Singolare - Doppio                                         |                                          |                                      |                          |                                                    |
| 14 agosto | Quebec Round Robin Championships 1967 Québec (città), Canada Singolare - Doppio                    | Ron Barnes 7-5 6-4                       | Manuel Santana                       |                          |                                                    |
| 14 agosto | Quebec Round Robin Championships 1967 Québec (città), Canada Singolare - Doppio                    |                                          |                                      |                          |                                                    |
| 21 agosto | Wimbledon World Pro Championships 1967 Londra, Gran Bretagna $35000 - Erba - 8S Singolare - Doppio | Rod Laver 6-2 6-2 12-10                  | Ken Rosewall                         |                          |                                                    |
| 21 agosto | Wimbledon World Pro Championships 1967 Londra, Gran Bretagna $35000 - Erba - 8S Singolare - Doppio | Andrés Gimeno Pancho Gonzales 6-4 14-12  | Rod Laver Fred Stolle                |                          |                                                    |
| 21 agosto | Ankara International 1967 Ankara, Turchia Singolare - Doppio                                       | Edison Mandarino 3-6 6-2 6-3 6-2         | Frew Donald McMillan                 |                          |                                                    |
| 21 agosto | Ankara International 1967 Ankara, Turchia Singolare - Doppio                                       |                                          |                                      |                          |                                                    |
| 21 agosto | North of England Championships 1967 Scarborough, Gran Bretagna Singolare - Doppio                  | Keith Wooldridge 3-6 6-4 6-4             | Haroon Rahim                         |                          |                                                    |
| 21 agosto | North of England Championships 1967 Scarborough, Gran Bretagna Singolare - Doppio                  |                                          |                                      |                          |                                                    |
| 21 agosto | St Moritz Palace Hotel 1967 Sankt Moritz, Svizzera Singolare - Doppio                              | Giuseppe Merlo 6-2 6-3                   | Eduardo Zuleta                       |                          |                                                    |
| 21 agosto | St Moritz Palace Hotel 1967 Sankt Moritz, Svizzera Singolare - Doppio                              |                                          |                                      |                          |                                                    |
| 28 agosto | U.S. National Championships 1967 New York, Stati Uniti Grande Slam Erba Singolare - Doppio - Misto | John Newcombe 6-4 6-4 8-6                | Clark Graebner                       | Eugene Scott Jan Leschly | Bob Hewitt Owen Davidson Ronald Barnes Roy Emerson |
| 28 agosto | U.S. National Championships 1967 New York, Stati Uniti Grande Slam Erba Singolare - Doppio - Misto | John Newcombe Tony Roche 6-8 9-7 6-3 6-3 | William Bowrey Owen Davidson         | Eugene Scott Jan Leschly | Bob Hewitt Owen Davidson Ronald Barnes Roy Emerson |
| 28 agosto | U.S. National Championships 1967 New York, Stati Uniti Grande Slam Erba Singolare - Doppio - Misto | Billie Jean King Owen Davidson 6-3 6-2   | Rosie Casals Stan Smith              | Eugene Scott Jan Leschly | Bob Hewitt Owen Davidson Ronald Barnes Roy Emerson |
| 28 agosto | Sydney Metropolitan Hard Court Championships 1967 Sydney, Australia Singolare - Doppio             | Rod Brent 3-6 6-3 6-1                    | Colin Dibley                         |                          |                                                    |
| 28 agosto | Sydney Metropolitan Hard Court Championships 1967 Sydney, Australia Singolare - Doppio             |                                          |                                      |                          |                                                    |
| 28 agosto | Torneo di Budleigh Salterton 1967 Budleigh Salterton, Gran Bretagna Singolare - Doppio             | Haroon Rahim 6-1 6-2                     | Keith Wooldridge                     |                          |                                                    |
| 28 agosto | Torneo di Budleigh Salterton 1967 Budleigh Salterton, Gran Bretagna Singolare - Doppio             |                                          |                                      |                          |                                                    |

### Settembre
| Settimana    | Torneo | Vincitore                             | Finalista                    | Semifinalisti | Eliminati ai quarti |
| ------------ | --- | ------------------------------------- | ---------------------------- | ------------- | ------------------- |
| 4 settembre  | Transvaal Pro Championships 1967 Pretoria, Sudafrica $14000 - Cemento - 10S Singolare - Doppio              | Fred Stolle 6-1 6-2                   | Andrés Gimeno                |               |                     |
| 4 settembre  | Transvaal Pro Championships 1967 Pretoria, Sudafrica $14000 - Cemento - 10S Singolare - Doppio              | Rod Laver Fred Stolle 6-2 6-4         | Keith Diepraam Barry MacKay  |               |                     |
| 4 settembre  | Natal Pro Championships 1967 Durban, Sudafrica $12500 - Cemento - 10S Singolare - Doppio                    | Ken Rosewall 6-4 6-2                  | Fred Stolle                  |               |                     |
| 4 settembre  | Natal Pro Championships 1967 Durban, Sudafrica $12500 - Cemento - 10S Singolare - Doppio                    | Rod Laver Fred Stolle 6-2 7-5         | Pierre Barthes Andrés Gimeno |               |                     |
| 4 settembre  | Heart of America Tournament 1967 Kansas City, USA Singolare - Doppio                                        | Marty Riessen 6-2 6-1 6-2             | Peter William Curtis         |               |                     |
| 4 settembre  | Heart of America Tournament 1967 Kansas City, USA Singolare - Doppio                                        |                                       |                              |               |                     |
| 4 settembre  | Malaysian International Championships 1967 Kuala Lumpur, Malaysia Singolare - Doppio                        | Allan Stone 6-1 6-2                   | Colin Sutbs                  |               |                     |
| 4 settembre  | Malaysian International Championships 1967 Kuala Lumpur, Malaysia Singolare - Doppio                        |                                       |                              |               |                     |
| 11 settembre | Border Pro Championships 1967 East London Sudafrica Cemento - 10S Singolare - Doppio                        | Andrés Gimeno 6-3                     | Fred Stolle                  |               |                     |
| 11 settembre | Border Pro Championships 1967 East London Sudafrica Cemento - 10S Singolare - Doppio                        |                                       |                              |               |                     |
| 11 settembre | Eastern Province Pro Championships 1967 Port Elizabeth, Sudafrica Cemento - 10S Singolare - Doppio          | Andrés Gimeno 10-0                    | Ken Rosewall                 |               |                     |
| 11 settembre | Eastern Province Pro Championships 1967 Port Elizabeth, Sudafrica Cemento - 10S Singolare - Doppio          |                                       |                              |               |                     |
| 11 settembre | Western Province Pro Championships 1967 Città del Capo, Sudafrica $15000 - Cemento - 10S Singolare - Doppio | Ken Rosewall 6-1 3-6 6-3              | Fred Stolle                  |               |                     |
| 11 settembre | Western Province Pro Championships 1967 Città del Capo, Sudafrica $15000 - Cemento - 10S Singolare - Doppio | Rod Laver Fred Stolle 8-6 6-3         | Ken Rosewall Earl Buchholz   |               |                     |
| 11 settembre | South of England Championships 1967 Eastbourne, Gran Bretagna Singolare - Doppio                            | Frew Donald McMillan 6-3 6-4          | Mark Cox                     |               |                     |
| 11 settembre | South of England Championships 1967 Eastbourne, Gran Bretagna Singolare - Doppio                            |                                       |                              |               |                     |
| 11 settembre | Torneo di San Sebastian 1967 San Sebastián, Spagna Singolare - Doppio                                       | Martin Mulligan 4-6 2-6 6-1 6-1 6-1   | Juan Manuel Couder           |               |                     |
| 11 settembre | Torneo di San Sebastian 1967 San Sebastián, Spagna Singolare - Doppio                                       |                                       |                              |               |                     |
| 18 settembre | Johannesburg Pro Championships 1967 Johannesburg, Sudafrica $19500 - Cemento - 10S Singolare - Doppio       | Rod Laver 6-1 8-6                     | Andrés Gimeno                |               |                     |
| 18 settembre | Johannesburg Pro Championships 1967 Johannesburg, Sudafrica $19500 - Cemento - 10S Singolare - Doppio       | Rod Laver Fred Stolle 6-3 6-3         | Ken Rosewall Mike Davies     |               |                     |
| 18 settembre | Pacific Southwest Championships 1967 Los Angeles, USA Singolare - Doppio                                    | Roy Emerson 12-14 6-3 6-4             | Marty Riessen                |               |                     |
| 18 settembre | Pacific Southwest Championships 1967 Los Angeles, USA Singolare - Doppio                                    |                                       |                              |               |                     |
| 18 settembre | Oviedo International 1967 Oviedo, Spagna Singolare - Doppio                                                 | Martin Mulligan 4-6 6-4 6-1 6-0       | Juan Manuel Couder           |               |                     |
| 18 settembre | Oviedo International 1967 Oviedo, Spagna Singolare - Doppio                                                 |                                       |                              |               |                     |
| 25 settembre | Fresno Pro Championships 1967 Fresno, USA Terra rossa - 19S Singolare - Doppio                              | Dennis Ralston 7-5 6-2                | Alex Olmedo                  |               |                     |
| 25 settembre | Fresno Pro Championships 1967 Fresno, USA Terra rossa - 19S Singolare - Doppio                              | Dennis Ralston Ian Crookenden 6-3 6-1 | Alex Olmedo Hugh Stewart     |               |                     |
| 25 settembre | French Pro Closed Championships 1967 Parigi, Francia Singolare - Doppio                                     | Joseph Mateo 4-6 6-3 6-3 6-1          | Mustapha Belkhodja           |               |                     |
| 25 settembre | French Pro Closed Championships 1967 Parigi, Francia Singolare - Doppio                                     | Olivier Verdier                       | J. Mateo Geaud               |               |                     |
| 25 settembre | Real Madrid International 1967 Madrid, Spagna Singolare - Doppio                                            | Martin Mulligan 7-5 6-3 2-6 12-10     | Manuel Santana               |               |                     |
| 25 settembre | Real Madrid International 1967 Madrid, Spagna Singolare - Doppio                                            |                                       |                              |               |                     |
| 25 settembre | ACT Championships 1967 Canberra, Australia Singolare - Doppio                                               | Bruce Larkham 6-1 6-1                 | Warren Jacques               |               |                     |
| 25 settembre | ACT Championships 1967 Canberra, Australia Singolare - Doppio                                               |                                       |                              |               |                     |
| 25 settembre | Pacific Coast Championships 1967 Berkeley, USA Singolare - Doppio                                           | Charlie Pasarell 7-5 8-6              | Cliff Richey                 |               |                     |
| 25 settembre | Pacific Coast Championships 1967 Berkeley, USA Singolare - Doppio                                           |                                       |                              |               |                     |

### Ottobre
| Settimana  | Torneo | Vincitore                            | Finalista                | Semifinalisti              | Eliminati ai quarti |
| ---------- | --- | ------------------------------------ | ------------------------ | -------------------------- | ------------------- |
| 2 ottobre  | Marseille Pros Autumn Championships 1967 Marsiglia, Francia Parquet indoor - 4S Singolare - Doppio                   | Pierre Barthes 2-6 9-7 11-9          | Fred Stolle              |                            |                     |
| 2 ottobre  | Marseille Pros Autumn Championships 1967 Marsiglia, Francia Parquet indoor - 4S Singolare - Doppio                   | Pierre Barthes Andrés Gimeno 8-5     | Barry MacKay Fred Stolle |                            |                     |
| 2 ottobre  | Barcelona Pro Championships 1967 Barcellona, Spagna Parquet indoor - 4S Singolare - Doppio                           | Andrés Gimeno 6-3 6-4                | Ken Rosewall             |                            |                     |
| 2 ottobre  | Barcelona Pro Championships 1967 Barcellona, Spagna Parquet indoor - 4S Singolare - Doppio                           |                                      |                          |                            |                     |
| 2 ottobre  | Victorian Hard Court Championships 1967 Melbourne, Australia Singolare - Doppio                                      | Neale Fraser 6-2 6-3                 | Allan Stone              |                            |                     |
| 2 ottobre  | Victorian Hard Court Championships 1967 Melbourne, Australia Singolare - Doppio                                      |                                      |                          |                            |                     |
| 2 ottobre  | Spanish National Championships 1967 Murcia, Spagna Singolare - Doppio                                                | Manuel Orantes 6-1 6-4 6-3           | José-Luis Arilla         |                            |                     |
| 2 ottobre  | Spanish National Championships 1967 Murcia, Spagna Singolare - Doppio                                                |                                      |                          |                            |                     |
| 9 ottobre  | French Pro Championships 1967 Parigi, Francia Parquet indoor - 16S Singolare - Doppio                                | Rod Laver 6-4 8-6 4-6 6-2            | Andrés Gimeno            |                            |                     |
| 9 ottobre  | French Pro Championships 1967 Parigi, Francia Parquet indoor - 16S Singolare - Doppio                                | Pierre Barthes Andrés Gimeno 6-3 6-4 | Fred Stolle Rod Laver    |                            |                     |
| 9 ottobre  | Stalybridge Tournament 1967 Stalybridge, Gran Bretagna Singolare - Doppio                                            | Roger Taylor 6-3 7-5                 | Frew Donald McMillan     |                            |                     |
| 9 ottobre  | Stalybridge Tournament 1967 Stalybridge, Gran Bretagna Singolare - Doppio                                            |                                      |                          |                            |                     |
| 9 ottobre  | Sydney Metropolitan Grass Court Championships 1967 Sydney, Australia Singolare - Doppio                              | Dick Crealy 6-3 6-0                  | Bill Bowrey              |                            |                     |
| 9 ottobre  | Sydney Metropolitan Grass Court Championships 1967 Sydney, Australia Singolare - Doppio                              |                                      |                          |                            |                     |
| 16 ottobre | Prague Pro Championships 1967 Praga, Cecoslovacchia Parquet indoor - 4S Singolare                                    | Dennis Ralston 7-5 6-1               | Rod Laver                | Fred Stolle Butch Buchholz |                     |
| 16 ottobre | Australian Hard Court Championships 1967 Sydney, Australia Singolare - Doppio                                        | Tony Roche 5-7 7-5 6-2 6-2           | John Newcombe            |                            |                     |
| 16 ottobre | Australian Hard Court Championships 1967 Sydney, Australia Singolare - Doppio                                        |                                      |                          |                            |                     |
| 23 ottobre | London Pro Indoor Championships 1967 Wembley, Londra, Gran Bretagna $22500 - Parquet indoor - 16S Singolare - Doppio | Rod Laver 2-6 6-1 1-6 8-6 6-2        | Ken Rosewall             |                            |                     |
| 23 ottobre | London Pro Indoor Championships 1967 Wembley, Londra, Gran Bretagna $22500 - Parquet indoor - 16S Singolare - Doppio | Fred Stolle Rod Laver 7-5 6-3 6-4    | Earl Buchholz Lew Hoad   |                            |                     |
| 30 ottobre | Argentina International Championships 1967 Buenos Aires, Argentina Singolare - Doppio                                | Cliff Richey 7-5 6-8 6-3 6-3         | Edison Mandarino         |                            |                     |
| 30 ottobre | Argentina International Championships 1967 Buenos Aires, Argentina Singolare - Doppio                                |                                      |                          |                            |                     |
| 30 ottobre | Queensland Hard Court Championships 1967 Ingham, Australia Singolare - Doppio                                        | Roy Emerson 6-4 12-10                | Jan Leschly              |                            |                     |
| 30 ottobre | Queensland Hard Court Championships 1967 Ingham, Australia Singolare - Doppio                                        |                                      |                          |                            |                     |

### Novembre
| Settimana   | Torneo                                                                                       | Vincitore                          | Finalista                     | Semifinalisti | Eliminati ai quarti |
| ----------- | -------------------------------------------------------------------------------------------- | ---------------------------------- | ----------------------------- | ------------- | ------------------- |
| 6 novembre  | Abidjan Pro Championships 1967 Abidjan, Costa d'Avorio Cemento - 4S Singolare - Doppio       | Rod Laver 2-6 8-6 6-3              | Andrés Gimeno                 |               |                     |
| 6 novembre  | Abidjan Pro Championships 1967 Abidjan, Costa d'Avorio Cemento - 4S Singolare - Doppio       |                                    |                               |               |                     |
| 6 novembre  | Dakar Pro Championships 1967 Dakar, Senegal Cemento - 4S Singolare - Doppio                  | Andrés Gimeno 7-5 1-6 6-3          | Rod Laver                     |               |                     |
| 6 novembre  | Dakar Pro Championships 1967 Dakar, Senegal Cemento - 4S Singolare - Doppio                  |                                    |                               |               |                     |
| 6 novembre  | Torneo di Porto Alegre 1967 Porto Alegre, Brasile Singolare - Doppio                         | Cliff Richey 6-4 3-6 6-3 8-6       | Tom Okker                     |               |                     |
| 6 novembre  | Torneo di Porto Alegre 1967 Porto Alegre, Brasile Singolare - Doppio                         |                                    |                               |               |                     |
| 13 novembre | Queensland Championships 1967 Brisbane, Australia Singolare - Doppio                         | Roy Emerson 9-7 4-6 6-4 4-6 7-5    | John Newcombe                 |               |                     |
| 13 novembre | Queensland Championships 1967 Brisbane, Australia Singolare - Doppio                         |                                    |                               |               |                     |
| 20 novembre | USPLTA Championships 1967 Boca Raton, USA Terra rossa - 30S Singolare - Doppio               | Sam Giammalva 6-2 4-6 6-3          | Warren Woodcock               |               |                     |
| 20 novembre | USPLTA Championships 1967 Boca Raton, USA Terra rossa - 30S Singolare - Doppio               | Sam Giammalva Jason Morton 6-4 6-3 | Harry Hoffman Jim Shakespeare |               |                     |
| 20 novembre | Belfast Pro Championships 1967 Belfast, Gran Bretagna Parquet indoor - 4S Singolare - Doppio | Ken Rosewall 3-6 6-2 7-5           | Lew Hoad                      |               |                     |
| 20 novembre | Belfast Pro Championships 1967 Belfast, Gran Bretagna Parquet indoor - 4S Singolare - Doppio |                                    |                               |               |                     |
| 20 novembre | Brazil International Championships 1967 Rio de Janeiro, Brasile Singolare - Doppio           | Thomaz Koch 6-4 11-9 3-6 6-3       | Tom Okker                     |               |                     |
| 20 novembre | Brazil International Championships 1967 Rio de Janeiro, Brasile Singolare - Doppio           |                                    |                               |               |                     |
| 27 novembre | Victorian Championships 1967 Melbourne, Australia Singolare - Doppio                         | Tony Roche 7-5 6-3 6-4             | Bill Bowrey                   |               |                     |
| 27 novembre | Victorian Championships 1967 Melbourne, Australia Singolare - Doppio                         |                                    |                               |               |                     |

### Dicembre
| Settimana   | Torneo                                                                     | Vincitore                      | Finalista    | Semifinalisti                    | Eliminati ai quarti                                   |
| ----------- | -------------------------------------------------------------------------- | ------------------------------ | ------------ | -------------------------------- | ----------------------------------------------------- |
| 4 dicembre  | Crystal Palace Indoor 1967 Londra, Gran Bretagna Singolare - Doppio        | Cliff Drysdale 6-4 6-3         | Bobby Wilson |                                  |                                                       |
| 4 dicembre  | Crystal Palace Indoor 1967 Londra, Gran Bretagna Singolare - Doppio        |                                |              |                                  |                                                       |
| 4 dicembre  | New South Wales Championships 1967 Sydney, Australia Singolare - Doppio    | Tony Roche 8-6 6-1 8-6         | Roy Emerson  | Barry Phillips-Moore Bill Bowrey | John Newcombe Graham Stilwell Ray Ruffels Jan Leschly |
| 4 dicembre  | New South Wales Championships 1967 Sydney, Australia Singolare - Doppio    |                                |              | Barry Phillips-Moore Bill Bowrey | John Newcombe Graham Stilwell Ray Ruffels Jan Leschly |
| 11 dicembre | South Australian Championships 1967 Adelaide, Australia Singolare - Doppio | John Newcombe 6-4 6-3 3-6 11-9 | Tony Roche   | Roy Emerson Barry Phillips-Moore | Dick Crealy Allan Stone Ray Ruffels Bill Bowrey       |
| 11 dicembre | South Australian Championships 1967 Adelaide, Australia Singolare - Doppio |                                |              | Roy Emerson Barry Phillips-Moore | Dick Crealy Allan Stone Ray Ruffels Bill Bowrey       |
| 18 dicembre | Border Championships 1967 East London, Sudafrica Singolare - Doppio        | Tom Okker 9-7 7-5              | Mark Cox     |                                  |                                                       |
| 18 dicembre | Border Championships 1967 East London, Sudafrica Singolare - Doppio        |                                |              |                                  |                                                       |

## Pro tour
Nel corso dell'anno si giocarono diversi tornei che facevano parte dei pro tour: un insieme di tornei composti da pochi partecipanti: da 2, 4 o 6 giocatori in cui i migliori tennisti si sfidavano in scontri diretti in varie località. Il vincitore del tour era il tennista che aveva un vantaggio nei testa a testa con gli altri giocatori.
| Data             | Località                  | Nome del tour         | Partecipanti                                                     |
| ---------------- | ------------------------- | --------------------- | ---------------------------------------------------------------- |
| 22 – 28 febbraio | Australia e Nuova Zelanda | Australasian Pro Tour | 1) Fred Stolle 2) Rod Laver 3) Dennis Ralston 4) Pancho Gonzales |
| Aprile           | Francia                   | French Pro Tour       | Rod Laver Fred Stolle Dennis Ralston Pierre Barthes              |